# Masdar

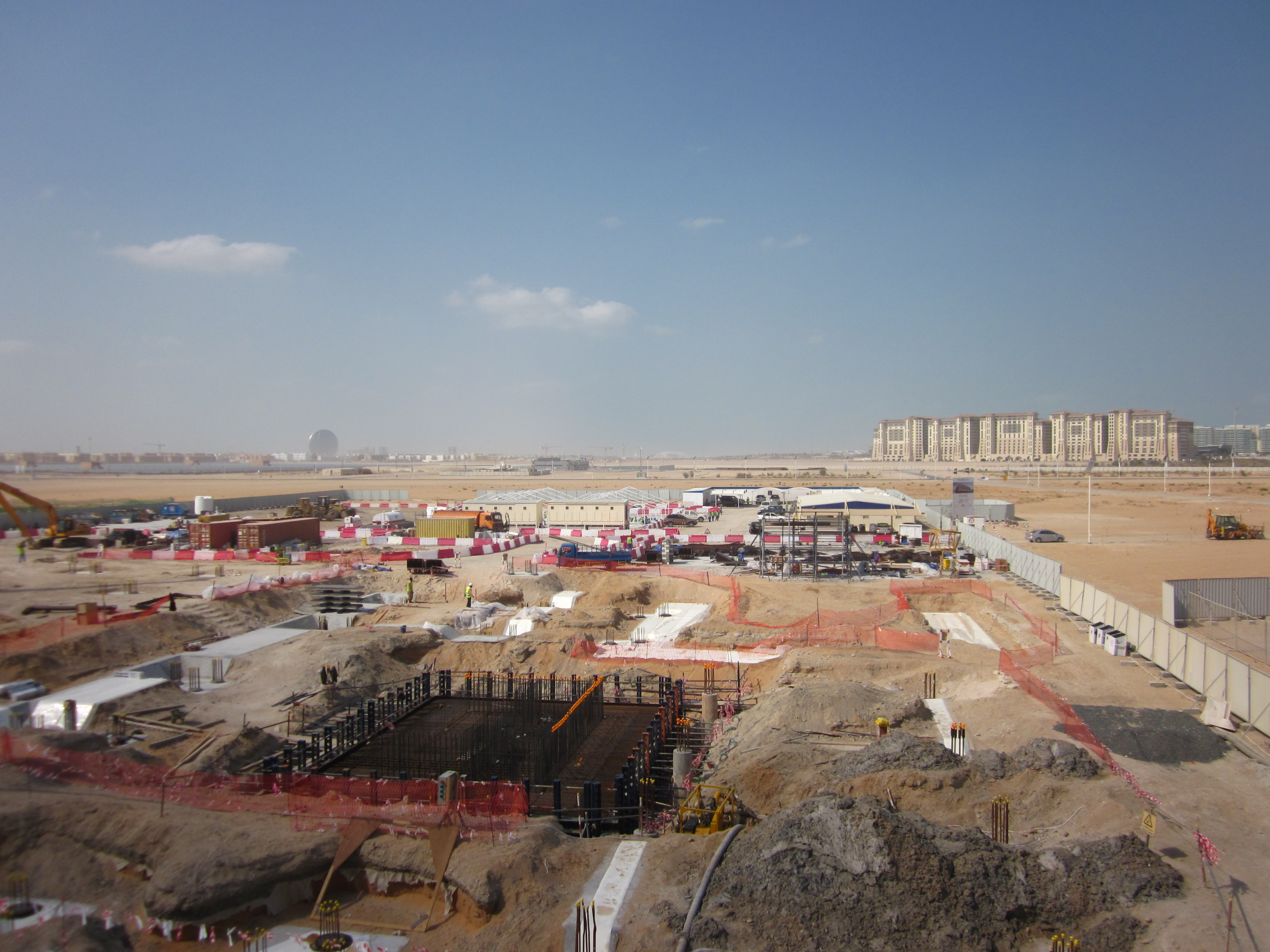
Zdjęcie przedstawiające plac budowy Masdaru

Masdar (z arab.مصدر) – pierwsze w pełni ekologiczne miasto budowane od 2006 w emiracie Abu Zabi w Zjednoczonych Emiratach Arabskich. Miasto powstaje z inicjatywy emira Abu Zabi. Głównym inwestorem jest Mubadala Development Company, a projektantem – pracownia architektoniczna Normana Fostera (Foster and Partners).

## Informacje ogólne
Władze Zjednoczonych Emiratów Arabskich zleciły politechnice – Massachusetts Institute of Technology w Bostonie – badania na temat sposobu pozyskiwania energii ze źródeł odnawialnych. Ich efektem jest teoria, według której może dziś funkcjonować miasto nieemitujące CO2, czyli całkowicie zasilane energią słoneczną, wiatrową, wodną, biopaliwową itd. Budowa miasta na pustyni, około 17 km na południowy wschód od stolicy Abu Zabi (nieopodal międzynarodowego portu lotniczego w Abu Zabi), ma udowodnić, że teoria sprawdza się w praktyce. Projekt i makieta miasta zostały po raz pierwszy ujawnione dziennikarzom i opinii publicznej 21 stycznia 2008 na Światowym Szczycie Energii Przyszłości w Abu Zabi.
Zainicjowany w 2006 roku projekt miał kosztować 22 mld USD i miał zakończyć się w 2016 roku. Później zarówno data, jak i koszt uległy zmianie. W 2013 przewidywano zakończenie projektu między 2015 a 2020 rokiem. Miasto o docelowej powierzchni 6 km² ma być domem dla 50 tysięcy mieszkańców oraz miejscem pracy dla 40 tysięcy pracowników spoza miasta.

### Źródła finansowania i koszty przedsięwzięcia
Koszty inwestycji w 2013 szacowano na 18,7 do 19,8 mld USD, a zatem spadły o 10 do 15% w stosunku do pierwotnych założeń.
Zjednoczone Emiraty Arabskie stworzyły fundusz na ten cel o wartości 300 miliardów USD. Jest to otwarty fundusz obywatelski. Chętni przedsiębiorcy z całego świata mogą tu inwestować. Robią to, oczekując, że jego wartość w związku ze sprzedażą udoskonalanych technologii energetycznych wzrośnie w przyszłości przynajmniej dwukrotnie.

## Odnawialne źródła energii
Miasto ma być z założenia samowystarczalne energetycznie – będzie czerpać energię potrzebną do funkcjonowania z odnawialnych źródeł energii, takich jak: fotowoltaika czy systemy solarne.

### Fotowoltaika
W czerwcu 2009 roku w Masdar została otwarta elektrownia zapewniająca 10 MW z ogniw fotowoltaicznych. Placówka zapewnia energię na budowę miasta Masdar i przedsiębiorstw mających tam tymczasową siedzibę. Nadmiar energii jest natomiast odprowadzany do sieci w Abu Zabi.
Zakład jest największym tego typu na Bliskim Wschodzie, zajmuje powierzchnię 210 tysięcy m². Produkuje około 17.500 MWh czystej energii elektrycznej rocznie, a zapobiega emisji 15.000 ton dwutlenku węgla. Zakład składa się z 87.780 multikrystalicznych i cienkich modułów dostarczonych przez przedsiębiorstwa Suntech i First Solar.

### Systemy solarne
Shams 1 jest największą instalacją skoncentrowanej energii słonecznej na świecie. Została opracowana przez spółkę Shams Power Company, będącą projektem wspólnym Masdar (60%), Total (20%) i Abengoa (20%). Budowa rozpoczęła się w czerwcu 2010 roku w Madinat Zayed, 120 km od Abu Zabi.
Shams 1 rozciąga się na powierzchni 2,5 km², wytwarza moc 100 MW. Jest to słoneczne pole obejmujące 768 parabolicznych kolektorów rynnowych do generowania czystej, odnawialnej energii elektrycznej. Zapobiega to emisji około 175.000 ton dwutlenku węgla rocznie.
Skoncentrowana energia słoneczna wytwarza energię elektryczną z ciepła słonecznego, a nie światła, które używane jest przez fotowoltaikę. Systemy rynnowe używają kolektorów słonecznych w formie parabolicznych luster z centralną rurą skupiającą ciepło od bezpośredniego promieniowania słonecznego. Ciepło z kolei wytwarza parę do napędzania konwencjonalnej turbiny ostatecznie wytwarzając energię elektryczną.

### Energia geotermalna
Jednym z projektów testowanym w Masdar City są głębokie odwierty w ziemi w celu wykorzystania gorących wód geotermalnych do termicznego chłodzenia i zaopatrywania budynków w ciepłą wodę użytkową. Instalacja geotermalna polega na wymianie ciepła z warstwą wodonośną. Głównym celem początkowo ma być termiczne chłodzenie i zaopatrywanie w ciepłą wodę pryszniców i umywalek. Dwa odwierty są już gotowe – jeden do pobierania ciepłej wody, drugi do oddania wykorzystanej wody. Oba odwierty zostały nawiercone na głębokość około 2500m. Szacuje się, że temperatury wód geotermalnych w Masdar City osiągają wartości 85 °C-105 °C.

## Ekologia

### Zredukowanie użycia energii
Wąskie uliczki i zacienione chodniki mają zmniejszyć potrzebę klimatyzacji. Miasto będzie usytuowane na północny wschód, aby zminimalizować ilość promieni słonecznych docierających bezpośrednio na powierzchnie budynków i do okien. Panele i kolektory słoneczne na dachach i w innych miejscach mają wygenerować wystarczająco dużo energii, aby zaspokoić większość potrzeb miasta Masdar.

### Podejście do uzdatniania wody
Projektanci miasta zakładają, że 80% wody zostanie poddane recyklingowi. Zakłada to zmianę w myśleniu, iż pobieraną wodę z kranu zużywa się tylko raz.
Planem miasta Masdar będzie ponowne użycie wody tyle razy, ile to tylko możliwe. Dla przykładu jedna z idei polega na odzyskiwaniu wody pozostałej po nawadnianiu upraw. Działa to w ten sposób, że po nawodnieniu woda przesiąka przez 2-3 metry w głąb gleby, spełniając potrzeby roślin, dlatego też zaprojektowane zostały podziemne systemy odzyskiwania pozostałej wody po nawadnianiu. Woda ta może być następnie wykorzystana do nawadniania innego dnia lub użyta do innych celów.

### Postępowanie z odpadami
Kolejnym celem projektu jest zamiana odpadów w energię i zredukowanie ich do zera. Odpady nieorganiczne z całego miasta będą podlegać recyklingowi, zaś organiczne trafią jako paliwo do elektrowni. Miasto nie będzie więc wywozić żadnych odpadów i ma cechować się minimalnym oddziaływaniem ekologicznym: zużycie wody i energii ma wynosić jedną czwartą zużycia podobnej wielkości miast. Przekładając to na liczby, miasto Masdar zaoszczędzi ropę naftową wartą ponad 2 mld dolarów w ciągu 25 lat.
Wszystkie składniki odżywcze mogą być odzyskane i użyte do stworzenia gleby, jako część wymagań projektowania (parków, ogrodów itp.), jak również osad ściekowy, który poddany zostanie programowi recyklingowemu. Materiały budowlane w mieście będą pochodzić z recyklingu, drewno – z racjonalnie zarządzanych lasów, z tzw. certyfikatem FSC. Żywność w sklepach – z upraw ekologicznych, słodka woda – z pobliskiej Zatoki Perskiej, której wody będą w specjalny sposób oczyszczane i odsalane.

### Emisje związane z budową
Ideą jest zbudowanie miasta, w którym nie będzie śladu dwutlenku węgla. Dlatego też pozyskanej energii słonecznej będzie zasilana większość maszyn budowlanych. Jednakże ze względu na to, że część urządzeń służących do budowy zużywa paliwo, pewna ilość dwutlenku węgla zostanie wyemitowana do atmosfery. Rozwiązaniem miasta ma być zbalansowanie tej emisji poprzez zasadzenie drzew albo skierowanie nadmiaru energii słonecznej do sieci elektroenergetycznej Abu Dhabi.

### System wychwytywania, użytkowania i składowania CO2
Masdar jest pionierem wychwytywania dwutlenku węgla, jego użytkowania i składowania (Carbon Capture, Use and Storage(CCUS)) w Zjednoczonych Emiratach Arabskich.
Jest liderem w redukcji emisji dwutlenku węgla poprzez zaawansowane projekty, które wprowadzają znaczące redukcje emisji w ZEA. CCUS jest jedną z kluczowych technologii, które przyczyniają się do skutecznego zmniejszenia emisji dwutlenku węgla (CO2) do atmosfery i walki ze zmianami klimatycznymi.
Długoterminowe cele Masdar w CCUS obejmują budowę krajowej sieci, która przechwytuje dwutlenek węgla z energetyki i przemysłu, a z jego pomocą intensyfikują wydobycie ropy naftowej.

## Dodatkowe rozwiązania

### Parasole jak słoneczniki
Sercem ekomiasta ma być Masdar Headquarters, czyli „Centrala” – pierwszy na świecie budynek, który w pewnym sensie będzie budował sam siebie. Na jego projekt ogłoszono konkurs architektoniczny, który wygrało biuro LAVA (Laboratory for Visionary Architecture), założone w 2007 roku z biurami w Sydney, Stuttgarcie oraz Abu Dhabi. Biuro kierowane przez architektów Chrisa Bosse, Tobiasa Wallissera i Alexandra Riecka dało się już poznać w stolicy Emiratów projektem luksusowej wieży mieszkalnej – Michael Schumacher World Champion Tower.
W koncepcji LAVA w centrum Masdaru powstanie duży wielofunkcyjny zespół z miękko wykrojonym w środku placem. Dachy kompleksu w całości pokryją ogniwa fotowoltaiczne, przez co z powietrza obiekty będą sprawiać wrażenia olbrzymich zwierciadeł. Punktem centralnym założenia ma być plac, którego charakterystycznym elementem będą zacieniające go parasole. Mają być cudem techniki XXI wieku. Parasole, niczym słonecznik, w ciągu dnia otworzą się, zacieniając plac pod sobą, zarazem będą pobierać energię cieplną. W nocy parasole się zwiną, a zgromadzona przez nie energia cieplna może posłużyć do ogrzewania budynków w centrum Masdaru.

### Wentylacja
Charakterystycznym elementem architektonicznym Masdar Headquarters jest zestaw 11 stożków wspierających potężną kratownicę dachu. Umożliwią one naturalną wentylację i chłodzenie, kierując ciepłe powietrze ponad poziom dachu, skąd będzie ono usuwane pod wpływem wiatru. Stożki umożliwią także oświetlanie budynku światłem naturalnym (patrz daylighting) oraz stworzą atrakcyjne, wewnętrzne dziedzińce przypominające oazy.

### Wieża wiatrowa
Wieża wiatrowa znajduje się w sąsiedztwie Masdar Institute. Wysokość 45 m pozwala jej wychwycić wiatry wyższego poziomu i skierować je na otwarty plac, który znajduje się u jej podstawy. Czujniki znajdujące się w górnej części tej konstrukcji pozwalają na sterowanie żaluzjami, które umożliwiają otwarcie w kierunku wiejącego wiatru i zamknięcie z innych stron, aby skierować wiatr w dół wieży.

### Daylighting
W budynkach na terenie Masdar City zastosowano system daylighting, czyli doświetlania pomieszczeń, w których nie jest wystarczające naturalne oświetlenie przez okna. Wykorzystano dwa systemy dayligtingu, pasywny (bez części ruchomych) oraz system aktywny, który wykorzystuje urządzenia mechaniczne z lustrami, które podążają za słońcem. Zaletą systemów aktywnych jest osiąganie wyższej mocy i stałej mocy oświetlenia w porównaniu do systemów pasywnych. Oba systemy mierzą natężenie światła w pomieszczeniach i sterują przepustnicami/lustrami umieszczonymi na wlocie światła słonecznego.

### Transport

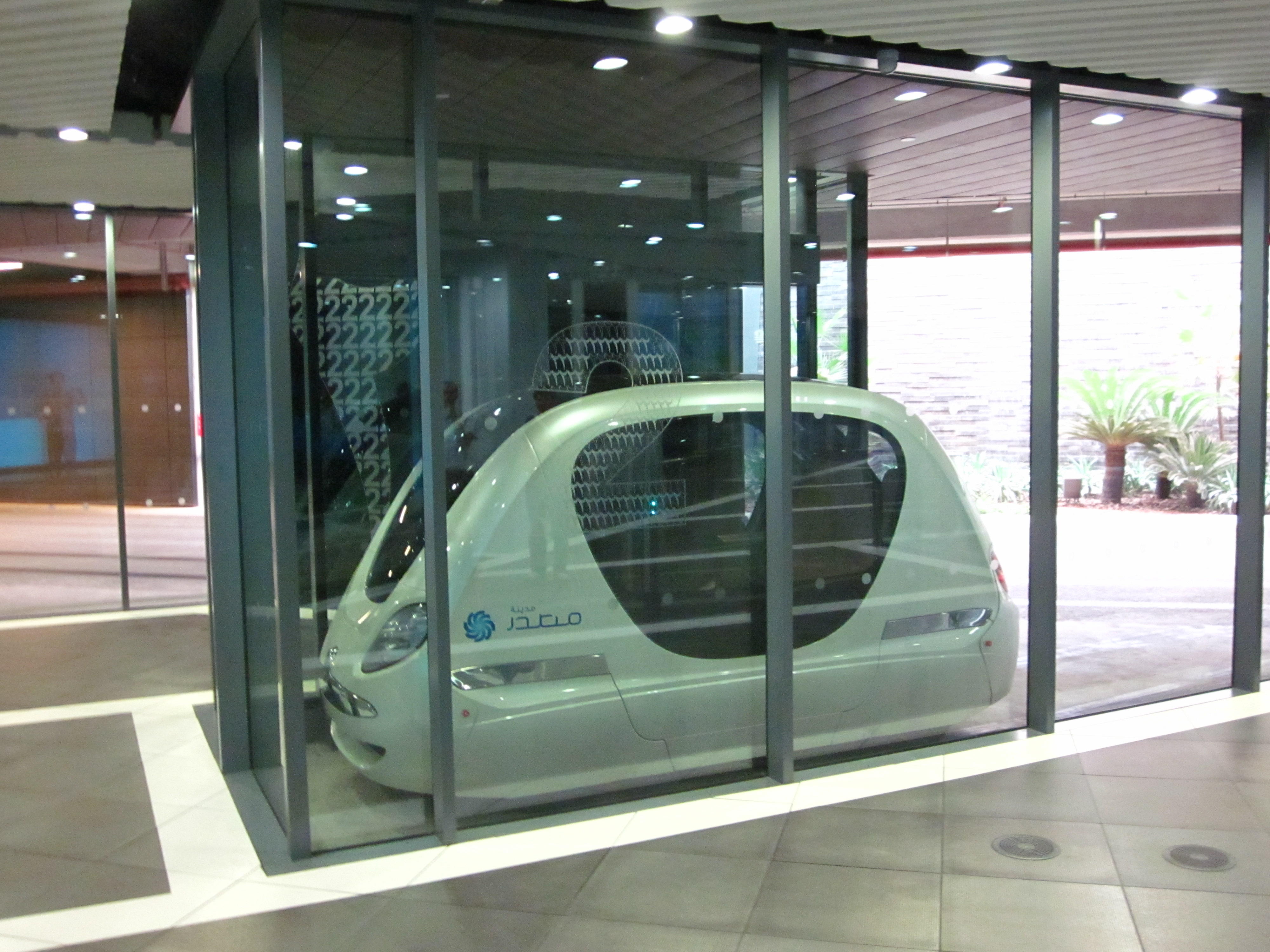
Automatyczna taksówka

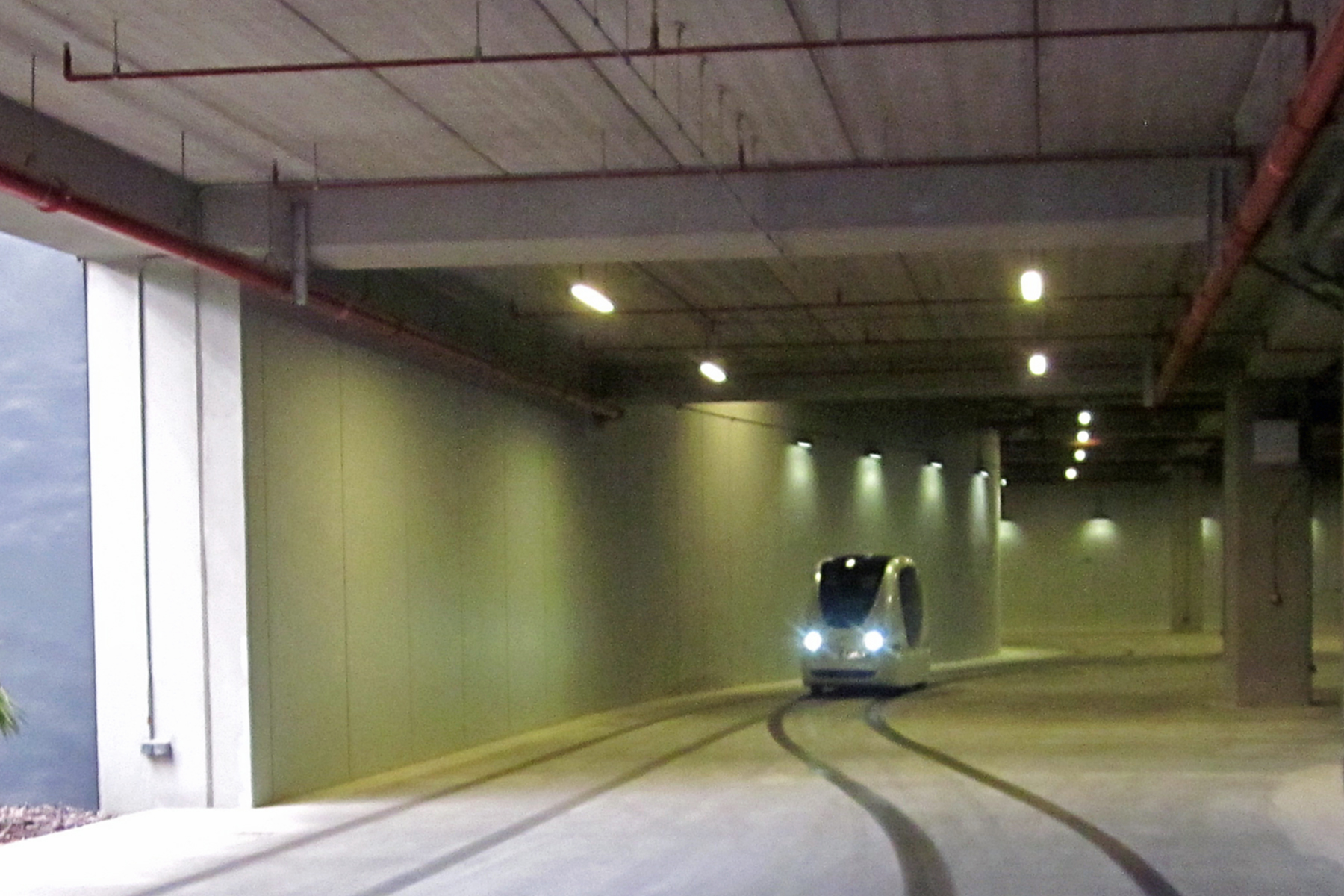
Przykład działania automatycznej taksówki

Ciągi piesze, chodniki i place zajmą sto procent powierzchni, natomiast transport kołowy będzie odbywał się na poziomie „minus jeden”, niczym w metrze. Jednym z pomysłów jest system komunikacji miejskiej Personal Rapid Transport (szybki transport osobisty) oparty na elektrycznych taksówkach, które nie potrzebują kierowcy. Po wejściu do samochodu wystarczy podać adres, a samochód sam dowiezie pasażera na miejsce.

## Budynek instytutu Masdar
Studenci Masdar Institute doświadczają, jak wygląda życie w jednym z najnowocześniejszych centrów zrównoważonego rozwoju na ziemi. Spacer po kampusie prezentuje, jak nowoczesne i starożytne pomysły uzupełniają się wzajemnie do tworzenia zaawansowanego, energooszczędnego środowiska.
Dzięki zastosowanym technologiom budynki na kampusie zużywają:
- 55% mniej energii potrzebnej na chłodzenie
- 54% mniej wody pitnej
- 51% mniej energii elektrycznej

## Poparcie dla projektu
Projekt cieszy się dużym poparciem międzynarodowej organizacji ekologicznej WWF. Część kosztów eksploatacji miasta pokryje program ONZ zwany Clean Development Mechanism.